# Hōtoku-Ninomiya-Schrein (Odawara)

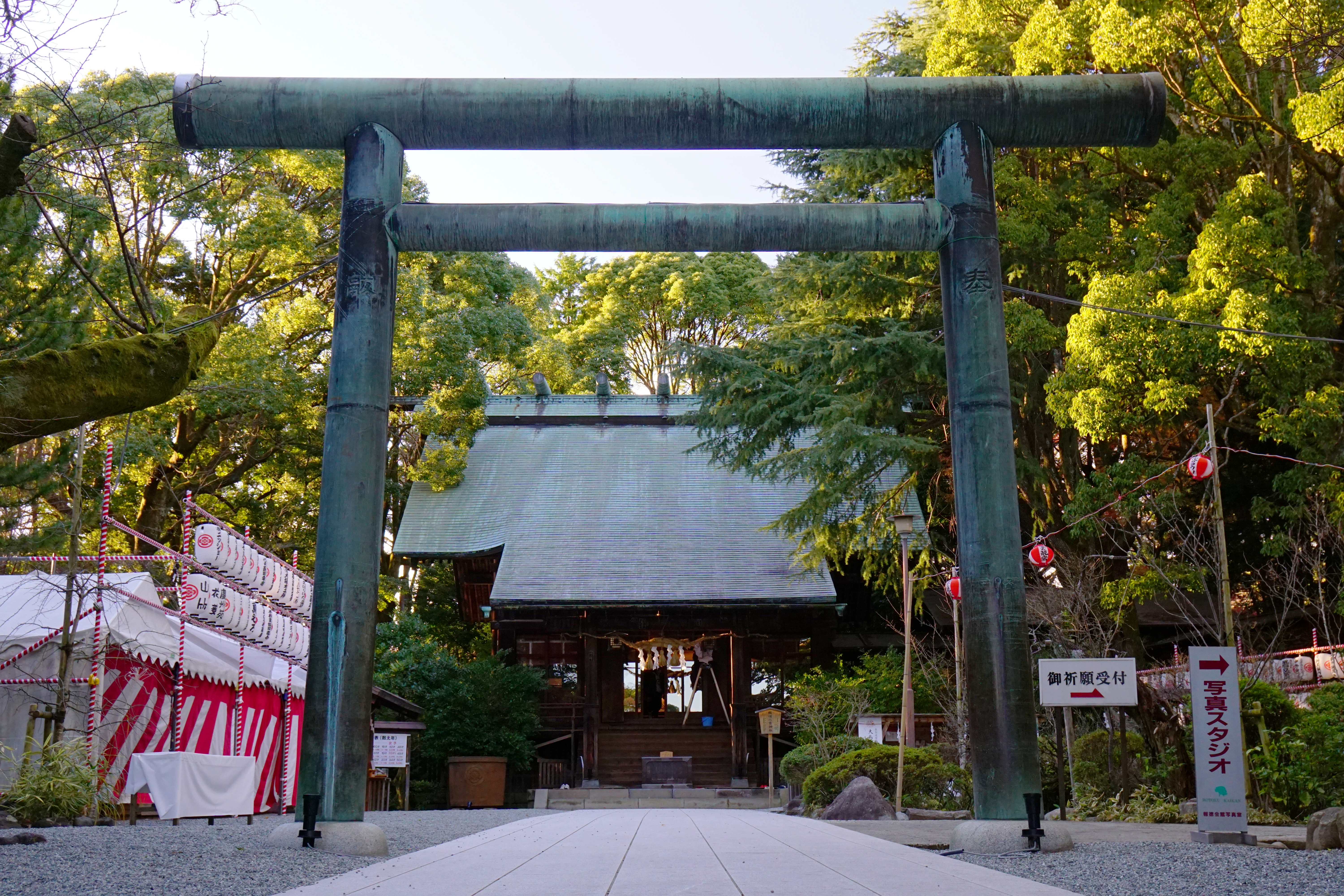
Hōtoku-Ninomiya-Schrein

Der Hōtoku-Ninomiya-Schrein (jap. 報徳二宮神社, Hōtoku-Ninomiya-jinja) ist ein Shintō-Schrein, der sich in der japanischen Stadt Odawara in der Präfektur Kanagawa befindet. Der Schrein wurde zu Ehren von Ninomiya Sontoku errichtet.
Weitere derartige, gleichnamige Schreine befinden sich in Nikkō und Sagamihara.

## Geschichte
Ninomiya Sontoku wurde in Kayama (栢山) in Odawara geboren. Für die herausragende Arbeit, die er zeit seines Lebens im Bereich Agrikultur geleistet hat und für seine moralischen und ethischen Grundsätze, die er gelehrt hat, wurde ihm der Schrein im April 1894 (Meiji 27) vom Verband Hōtoku-sha gewidmet.